# Гварамия, Отар Феофанович
Отар Феофанович Гварамия (1913 год, село Теклати, Сенакский уезд, Грузинская демократическая республика — неизвестно, село Теклати, Цхакаевсский район, Грузинская ССР) — звеньевой колхоза имени Берия Теклатского сельсовета Цхакаевского района, Грузинская ССР. Герой Социалистического Труда (1948).

## Биография
Родился в 1920 году в крестьянской семье в селе Теклати Сенакского уезда (сегодня — Сенакский муниципалитет). Окончил местную сельскую школу. В середине 1930-х годов вступил в колхоз имени Берия Цхакаевского района (с 1953 года — колхоз села Теклати Цхакаевского района). В послевоенные годы возглавлял полеводческое звено.
В 1947 году звено под его руководством собрало в среднем с каждого гектара по 80,59 центнера кукурузы на площади 3 гектара. Указом Президиума Верховного Совета СССР от 21 февраля 1948 года удостоен звания Героя Социалистического Труда за «получение в 1947 году высоких урожаев кукурузы и пшеницы» с вручением ордена Ленина и золотой медали «Серп и Молот» (№ 858).
Этим же указом званием Героя Социалистического Труда был награждены председатель колхоза имени Берия Пётр Андреевич Гварамия, бригадиры Шалва Парнович Гварамия, Евгений Квиквиньевич Шаматава, звеньевые Баграт Петрович Гвичия, Константин Филиппович Джиджелава, Дмитрий Николаевич Кварцхава, Юлон Максимович Квирквелия.
После выхода на пенсию проживал в родном селе Теклати Цхакаевского района. Дата смерти не установлена.